# 両郡橋 (新潟市)
両郡橋（りょうぐんばし）は、新潟県新潟市南区清水 - 西蒲区六分の中ノ口川に架かる新潟県道9号長岡栃尾巻線の橋長108 m（メートル）の桁橋。

## 概要
- 形式 - 鋼3径間連続非合成8主鈑桁橋
- 道路規格 - 第3種第3級
- 設計速度 - 50 km/h
- 斜角 - 72度
- 活荷重 - B活荷重
- 橋長 - 108.000 m

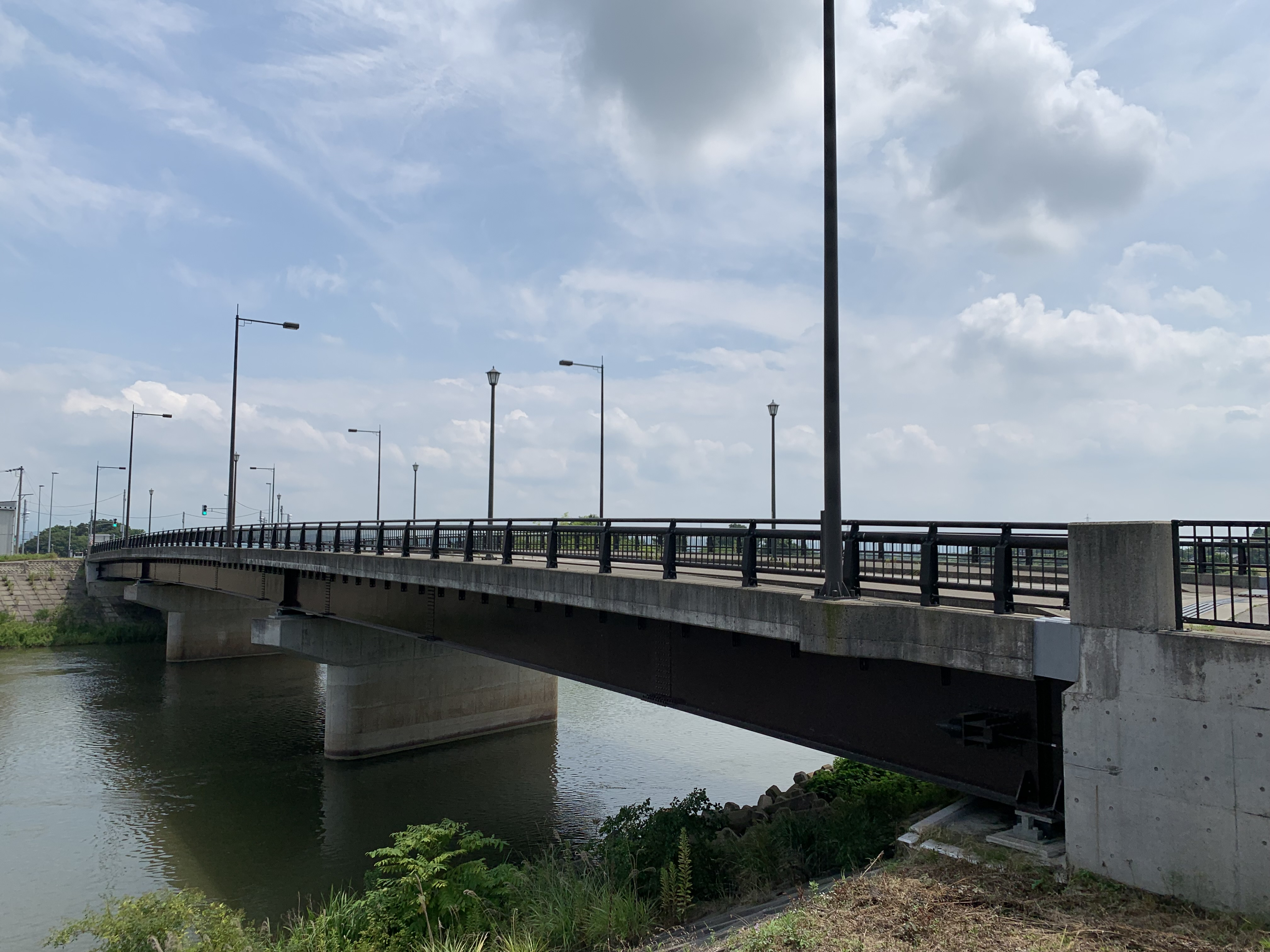
橋脚

  - 支間割 -  ( 32.850 m + 41.000 m + 32.850 m )
- 幅員
  - 総幅員 - 18.300 m
  - 有効幅員 - 17.500 m
  - 車道 - 10.500 m
  - 歩道 - 両側3.500 m
- 線形 - 直線（平面線形）・−2.5 % - 4.0 %（縦断線形）・2.0 %（横断線形）
- 総鋼重 - 419 t
- 床版 - 鉄筋コンクリート
- 施工 - トピー鉄構[注釈 1]
- 架設工法 - 手延べ送出し工法・横取り工法

かつての中蒲原郡と西蒲原郡の境界に架かっている。
本拠の架設は8主桁のうち2主桁を手延べにより送出しを行い、残りの6主桁は2主桁をセットにして送り桁を縦送りした後、横取りによって設置する特殊な工法によって架設された。
本橋はまた、照明学会東北支部により2009年（平成21年）の照明技術賞を受賞している。

## 歴史
初代橋は1890年（明治23年）に橋長111 m、幅員5.4 mの木橋として架橋された。この橋については左岸側の名士であった、山田平太郎により架橋された。右岸の分家に娘を嫁がせるにあたりに架橋させたという伝承がある。
1934年（昭和9年）10月に橋長101 m、幅員5.5 mの鋼下路曲弦単純トラス橋2連からなる2代目の橋が開通し、永久橋となった。
供用後、60年を経て老朽化や幅員狭小であること、活荷重がTL-14規格であり車両総重量4 tの規制がされており、交通の支障になっていたことから1994年（平成6年）から新潟県により架替事業がすすめられていた。途中、2007年（平成19年）4月1日に新潟市が政令指定都市に指定されたことから、事業が新潟県から新潟市に継承され、2009年（平成21年）3月29日に現橋梁が開通した。